# CIAC T-90 Calima
Die CIAC T-90 Calima ist ein Schulflugzeug des kolumbianischen Herstellers CIAC S.A. und der amerikanischen Lancair International Inc.

## Geschichte
Die kolumbianische Luftwaffe wollte ihre Schulflugzeuge Beechcraft T-34 und Cessna T-41 ersetzen, die seit mehr als 40 Jahren im Dienst standen. Aus diesem Grund wurde zwischen der kolumbianischen CIAC und Lancair International Inc. ein Joint Venture geschlossen, wonach Lancair Flugzeugbausätze lieferte und diese bei CIAC zusammengebaut werden. CIAC war bei der Entwicklung der ursprünglich Lancair Synergie 3 genannten Maschine eingebunden.

## Konstruktion
Die T-90 Calima ist als Weiterentwicklung der Lancair Legacy FG als Tiefdecker ausgelegt und besitzt ein nicht einziehbares Bugradfahrwerk. Die Maschine ist fast vollständig aus Verbundwerkstoffen gefertigt. Die nach vorne aufklappbare einteilige Haube ermöglicht den Zutritt zum Cockpit. Angetrieben wird sie von einem Vierzylinder-Boxermotor Lycoming IO-390-A1A6  mit 154 kW. Die Maschine wird kontinuierlich weiterentwickelt, wobei keine neuen gebaut, sondern die vorhandenen Flugzeuge modifiziert werden.

## Varianten
- T-90: Erster Prototyp und Vorserie (12 Flugzeuge), umgebaut in den T-90C-Standard.
- T-90C: Serienversion mit verbesserter Aerodynamik, verstärktem Fahrwerk und neuer Avionik.
- T-90D: Serienversion mit verbesserter Motoraufhängung, verstärktem Fahrwerk und einem stärkeren hydraulischen Bremssystem. Außerdem wurde das Cockpit überarbeitet.

## Militärische Nutzung
Kolumbien
- Kolumbianische Luftwaffe

## Technische Daten
| Kenngröße             | Daten (T-90C)                                                |
| --------------------- | ------------------------------------------------------------ |
| Besatzung             | 2                                                            |
| Länge                 | 6,75 m                                                       |
| Spannweite            | 8,73 m                                                       |
| Höhe                  | 2,43 m                                                       |
| Flügelfläche          | 7,66 m²                                                      |
| Flügelstreckung       | 9,9                                                          |
| Leermasse             | 667 kg                                                       |
| max. Startmasse       | 1043 kg                                                      |
| Reisegeschwindigkeit  | 278 km/h                                                     |
| Höchstgeschwindigkeit | ? km/h                                                       |
| Dienstgipfelhöhe      | 4877 m                                                       |
| Reichweite            | 1426 km                                                      |
| Triebwerke            | 1 × Lycoming IO-390-A1A6, Vierzylinder-Boxermotor mit 154 kW |